# 2300 Jackson Street (노래)
《2300 Jackson Street》은 1989년 싱글로 발매된 잭슨 파이브의 2300 Jackson Street 앨범의 수록곡이다. 이 곡은 마이클 잭슨과 말런 잭슨이 녹음에 참여한 유일한 앨범 수록곡이다. 또한, 잭슨의 여자 형제인 레비 잭슨과 자넷 잭슨이 참여한 곡이다. "2300 Jackson Street"은 게리 (인디애나주)에서의 잭슨 가족의 어린 시절에 관해 이야기한 노래이다.

## 뮤직 비디오
뮤직 비디오는 Greg Gold가 제작하였고, Phill Rose가 프로듀싱하였다.  이 비디오에는 가장 많은 잭슨 가족의 구성원들이 참여하였고, 라토야 잭슨은 이번 뮤직 비디오 및 음원에 참여하지 않았다. 말런 잭슨은 음원에는 참여하였으나 뮤직 비디오에는 출연하지 않았다. 비디오에는 잭슨 가족이 수영장에서 시간을 보내는 장면과, 저메인 잭슨, 티토 잭슨, 랜디 잭슨이 풋볼을 즐기는 장면이 포함되어 있으며, 또한, 잭슨 가족의 구성원들이 같이 노래를 부르는 장면도 포함되어 있다. 뮤직 비디오는 1989년 3월에 로스앤젤레스에서 촬영되었다.

## 차트
| 차트 (1989)                 | 최고순위 |
| --------------------------- | -------- |
| Netherlands (싱글 톱 100)   | 39       |
| UK Singles (OCC)            | 76       |
| US 빌보드 Hot Black SIngles | 9        |